# Mercers Creek Bay
Mercers Creek Bay (bivši Belfast Bay) je veliki zaljev na sjeveroistoku Antigve. Naselja Willikies i Seatons leže u blizini zaljeva, koji je od Atlantskog oceana zaštićen nizom malih otoka, od kojih je najveći otok Crump.